# Grand Prix Francie 1965
Grand Prix Francie 1965 (oficiálně 51e Grand Prix de l'ACF) se jela na okruhu Circuit de Charade v Clermont-Ferrand ve Francii dne 27. června 1965. Závod byl čtvrtým v pořadí v sezóně 1965 šampionátu Formule 1.

## Závod
| Poř.   | No. | Jezdec          | Konstruktér    | Počet kol | Čas/Odstoupení  | Pořadí na startu | Body |
| ------ | --- | --------------- | -------------- | --------- | --------------- | ---------------- | ---- |
| 1      | 6   | Jim Clark       | Lotus-Climax   | 40        | 2:14:38.4       | 1                | 9    |
| 2      | 12  | Jackie Stewart  | BRM            | 40        | + 26.3          | 2                | 6    |
| 3      | 2   | John Surtees    | Ferrari        | 40        | + 2:33.5        | 4                | 4    |
| 4      | 16  | Denny Hulme     | Brabham-Climax | 40        | + 2:53.1        | 6                | 3    |
| 5      | 10  | Graham Hill     | BRM            | 39        | + 1 kolo        | 13               | 2    |
| 6      | 36  | Jo Siffert      | Brabham-BRM    | 39        | + 1 kolo        | 14               | 1    |
| 7      | 8   | Mike Spence     | Lotus-Climax   | 39        | + 1 kolo        | 10               |      |
| 8      | 4   | Lorenzo Bandini | Ferrari        | 36        | Nehoda          | 3                |      |
| 9      | 30  | Bob Anderson    | Brabham-Climax | 34        | Palivový systém | 15               |      |
| Ret    | 18  | Bruce McLaren   | Cooper-Climax  | 23        | Zavěšení        | 9                |      |
| Ret    | 34  | Jo Bonnier      | Brabham-Climax | 21        | Alternátor      | 11               |      |
| Ret    | 24  | Chris Amon      | Lotus-BRM      | 20        | Palivový systém | 8                |      |
| Ret    | 22  | Innes Ireland   | Lotus-BRM      | 18        | Převodovka      | 17               |      |
| Ret    | 14  | Dan Gurney      | Brabham-Climax | 16        | Motor           | 5                |      |
| Ret    | 26  | Richie Ginther  | Honda          | 9         | Zapalování      | 7                |      |
| Ret    | 28  | Ronnie Bucknum  | Honda          | 4         | Zapalování      | 16               |      |
| Ret    | 20  | Jochen Rindt    | Cooper-Climax  | 3         | Nehoda          | 12               |      |
| Zdroj: |     |                 |                |           |                 |                  |      |

## Průběžné pořadí po závodě
Pohár jezdců
|        | Pořadí | Jezdec         | Body |
| ------ | ------ | -------------- | ---- |
|        | 1      | Jim Clark      | 27   |
|        | 2      | Graham Hill    | 17   |
|        | 3      | Jackie Stewart | 17   |
|        | 4      | John Surtees   | 13   |
|        | 5      | Bruce McLaren  | 8    |
| Zdroj: |        |                |      |

Pohár konstruktérů
|        | Pořadí | Konstruktér    | Body |
| ------ | ------ | -------------- | ---- |
| 1      | 1      | Lotus-Climax   | 27   |
| 1      | 2      | BRM            | 25   |
|        | 3      | Ferrari        | 16   |
|        | 4      | Cooper-Climax  | 8    |
|        | 5      | Brabham-Climax | 6    |
| Zdroj: |        |                |      |